# Freakazoid!
Freakazoid! ist eine Zeichentrickserie von Warner Bros., die von 1995 bis 1997 entstand. Es geht um einen Jugendlichen, der durch einen Computer-Fehler zum Superhelden wird.

## Charaktere

### Freakazoid! / Dexter Douglas
Die Hauptperson der Serie ist Dexter, ein normaler Teenager, der durch einen Computerfehler die Fähigkeit erhielt sich in Freakazoid! zu verwandeln. Durch einen Chipfehler wurde er in seinen Computer gesaugt, wo er alle Informationen des Internets aufnahm. Freakazoid! besitzt Superstärke und Ausdauer, besondere Schnelligkeit und eine besonders geringe geistige Gesundheit – er ist regelrecht irre. Um lange Strecken zu überwinden, kann er sich in Elektrizität verwandeln und durch die Stromleitungen reisen. Meistens bewegt er sich aber fort, indem er die Arme ausstreckt und beim Rennen merkwürdige Laute ausstößt, so als könne er fliegen. Nur graphitverstärkte Gitter können ihn aufhalten. Dexter verwandelt sich mit den Worten Freak out! in Freakazoid!. Mit den Worten Freak in! wird er wieder normal.

### Dexters Familie und Freunde
- Duncan Douglas ist Dexters älterer Bruder, der ihn häufig hänselt und ärgert und dies genießt. Deshalb muss er am meisten unter Freakazoid! leiden.
- Debbie Douglas ist Dexters Mutter, die überhaupt nichts von ihren Söhnen mitbekommt. Sie denkt, dass Dwight D. Eisenhower noch der Präsident der USA ist.
- Douglas Douglas, Dexters Vater, verkauft Autos und denkt, ein Gremlin würde in seinem Autotank leben.
- Sergeant Mike Cosgrove ist Freakazoid!s Freund, der ihm oft Tipps gibt, während er mit ihm billige Touristenfallen besucht.
- Roddy MacStew ist Freakazoid!’s schottischer Mentor.
- Steff (Stephanie) ist seine lebhafte, blonde Freundin. Sie weiß von seinem Geheimnis.
- Professor Heiney ist ein Wissenschaftler, der in den Bergen wohnt und Freakazoid! oft hilft.
- Der Erzähler ist oft mehr in die Geschichte eingebunden als sonst üblich (im Original Joe Leahy).

### Feinde
- The Lobe ist ein Supergenie, dessen gesamter Kopf wie ein riesiges Gehirn aussieht.
- Cave Guy ist ein aggressiver, blauer Höhlenmensch mit Oberklassenausdrucksweise, Bildung und Geschmack. Sein echter Name ist Royce Mumphries.
- Cobra Queen ist eine ehemalige Ladendiebin namens Audrey Manatee, die sich durch eine experimentelle Kosmetik, die zu lange in der Sonne lag, in eine Kobra-Frau verwandelt hat, die alle Schlangen und Reptilien befehligen kann. Später kommt sie mit Cave Guy zusammen.
- Longhorn ist ein ehemaliger Trucker und Dieb, der sich durch plastische Chirurgie in ein Longhornrind verwandeln ließ. Sein Supertruck heißt „Bessie Mae“.
- Armando Guitierrez (Originalstimme: Ricardo Montalbán) ist der ehemalige Chef von Apex Microchips, der Firma, die den defekten Chip entwickelte, der Dexter verwandelt hat. Seitdem will er hinter Freakazoid!s Geheimnis kommen und verwandelt sich schließlich sogar in ein ähnliches Wesen.

## Produktion und Veröffentlichung
Die Serie wurde von 1995 bis 1997 von Warner Bros. produziert, Regie führten Dan Riba, Eric Radomski und Scott Jeralds. Steven Spielberg produzierte die Serie, Drehbuchautoren waren Tom Ruegger, John McCann, Paul Rugg und Paul Dini. Die Serie besteht aus 24 Episoden in zwei Staffeln, die erste Staffel mit dreizehn Folgen, die zweite Staffel elf. Die durchschnittliche Länge einer Folge beträgt 25 Minuten, in denen meist zwei oder drei Geschichten erzählt werden.
Der Sender Kids’ WB strahlte die Serie vom 9. September 1995 bis zum 1. Juni 1997 erstmals aus. Die deutsche Erstausstrahlung erfolgte vom 18. März 1997 bis zum 31. Oktober 1998 durch ProSieben. Später folgten Wiederholungen durch die Sender K-Toon, Junior und RTL II. Die Serie wurde außerdem unter anderem ins Polnische und Portugiesische übersetzt.

## Synchronisation
| Rolle          | Englischer Sprecher | Deutscher Sprecher |
| -------------- | ------------------- | ------------------ |
| Freakazoid     | Paul Rugg           | Tobias Meister     |
| Duncan Douglas | Googy Gress         |                    |
| Debbie Douglas | Tress MacNeille     |                    |
| Steff          | Tracy Rowe          | Dorette Hugo       |
| Erzähler       | Joe Leahy           |                    |